# Delta blues

A delta blues a blues zene egyik alműfaja, amely New Orleansban alakult ki, a Mississippi folyó deltájában. (A Mississippi Delta kifejezés az Egyesült Államok Mississippi államának a Mississippi és a Yazoo folyók közötti régióját jelenti.)

## Főbb stílusjegyei
A Delta Blues a country blues műfajcsoport egy ága. A Delta blues-gitár egyszerű, durván intenzív gitárjáték, amelyet szenvedélyes ének egészít ki. Az akkordok gyakran váratlanul szólnak, a basszus húrokon jelentkeznek, az énekes ezeket megismétli.
A delta blues stílusmeghatározást egyes, ma aktív zenészek stílusára is alkalmazzák.

## Története
A delta blues az 1910-es évek táján  keletkezett. Előadóinak egy része a nagy gazdasági válság idején északra, Chicagóba vándorolt, ahol kialakult a Chicago blues. 
A műfaj eredetére nagy hatással volt W.C. Handy, akit széles körben a bluers atyjaként tisztelnek. A delta blues 
első nagy előadója Charley Patton énekes-gitáros (1891-1934) volt. Később Ma Rainey, végül Robert Johnson vált a delta blues legismertebb zenészévé.
A delta blues stílusmeghatározást egyes, ma aktív zenészek stílusára is alkalmazzák, mint pl. Big Jack Johnson.

## Hatása
A Columbia kiadó 1936-1937-ben több  felvételt készített Robert Johnsonnal. (King  of the Delta Blues Singers). Ennek a lemeznek az 1961-es kiadása nagy hatással volt a későbbi európai popzenére, beleértve a brit invázió előadóit, vagy Eric Claptont. 

## Jelentős előadók
Ma Rainey, Bessie Smith, Geeshie Wiley, Papa Charlie McCoy, Memphis Minnie, Charley Patton, Robert Johnson Big Bill Broonzy, Big Jack Johnson, Big Joe Williams, Bukka White, David Honeyboy Edwards, Mississippi Fred McDowell, Mississippi John Hurt, Robert Nighthawk, Skip James, Son House, Sonny Boy Williamson II., Tommy Johnson, Pinetop Perkins, Muddy Waters, Henry „Son” Sims, Andy Rodgers, Mississippi Matilda, Elmore James, David „Honeyboy” Edwards, Robert Lockwood Jr., Son House, Leo Welch, Super Chikan, Frank Frost, Chris Thomas King, ...

## Képgaléria

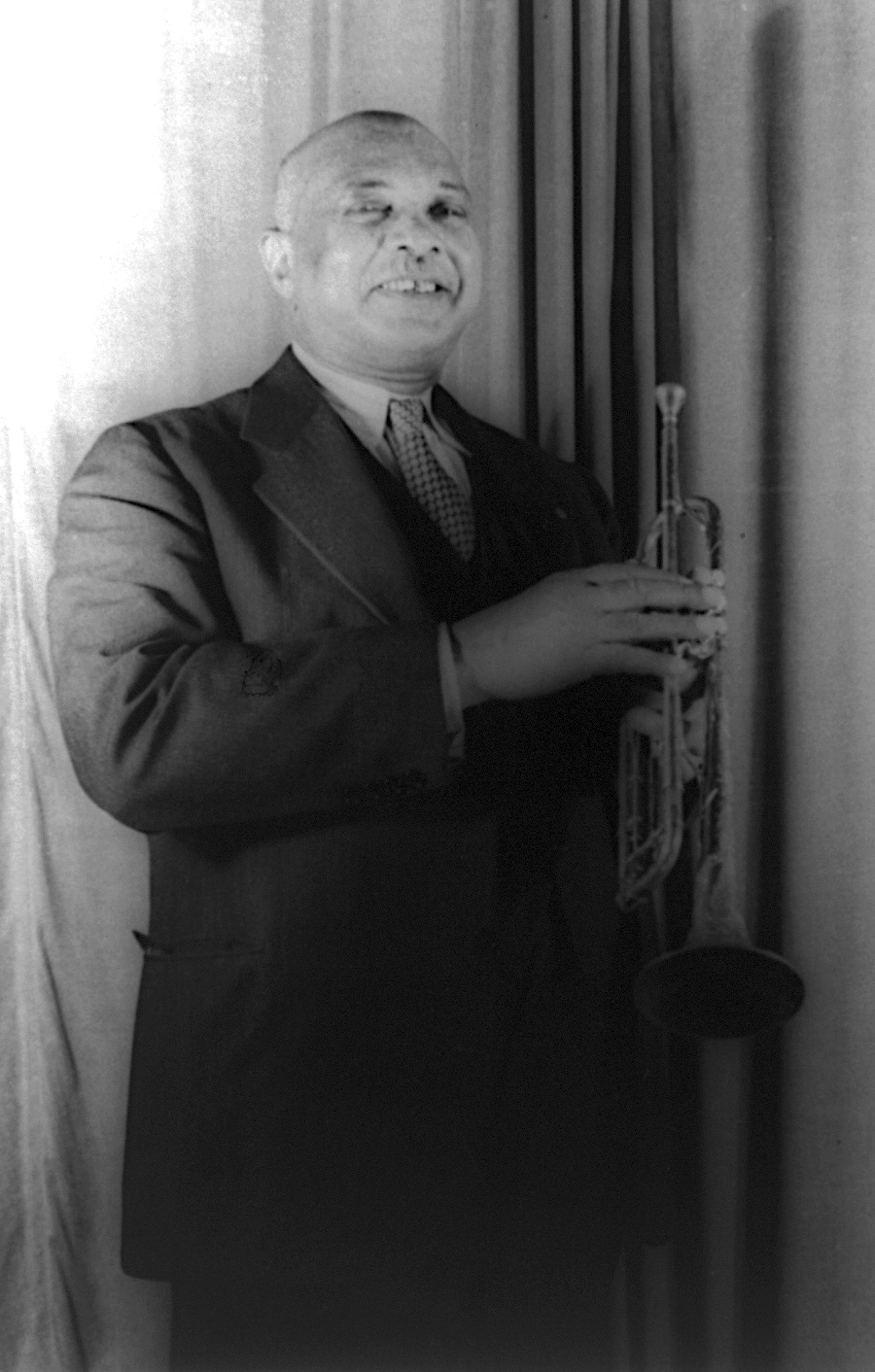
W. C. Handy
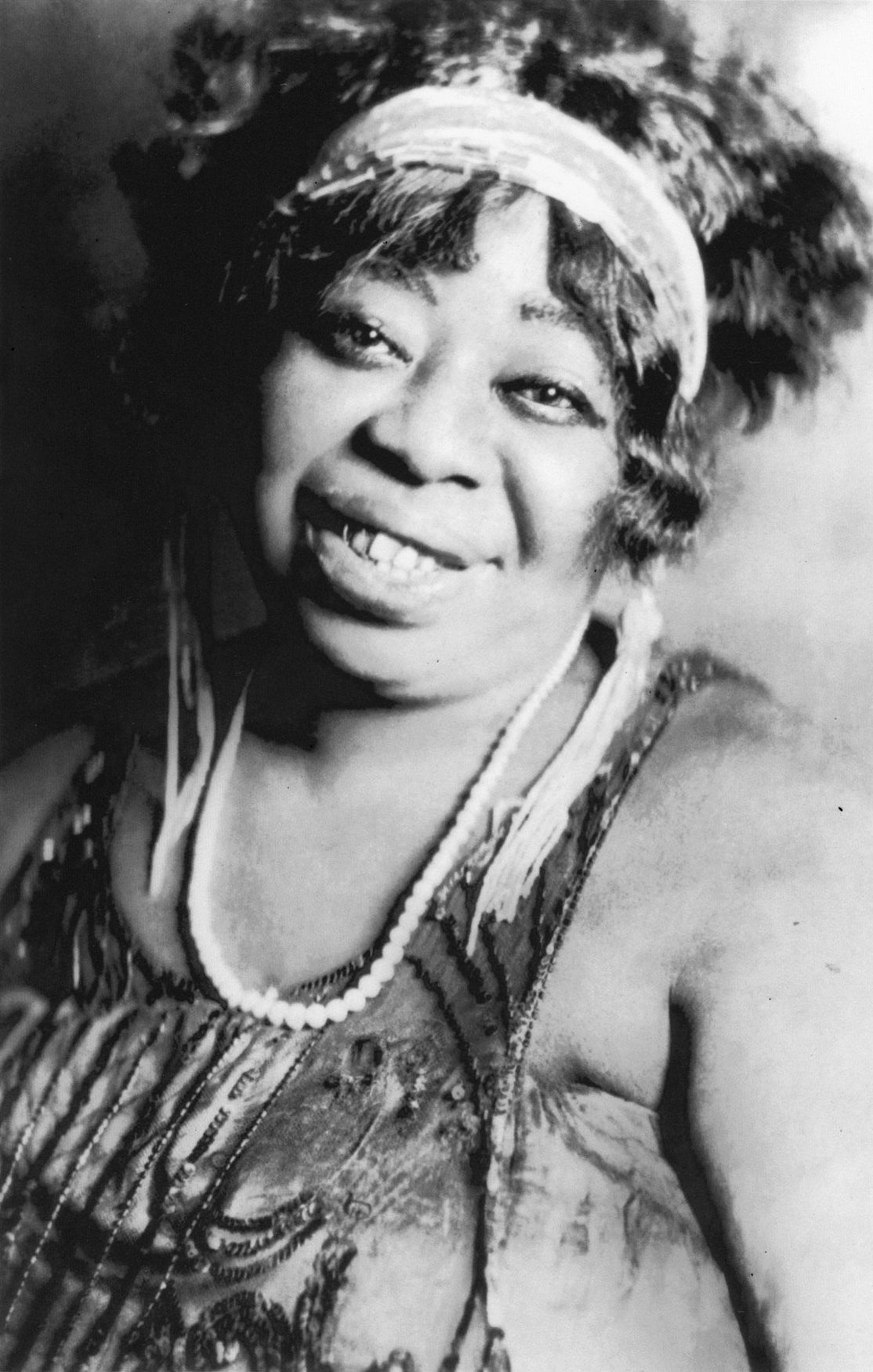
Ma Rainey
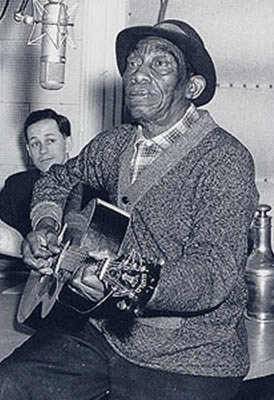
Mississippi John Hurt
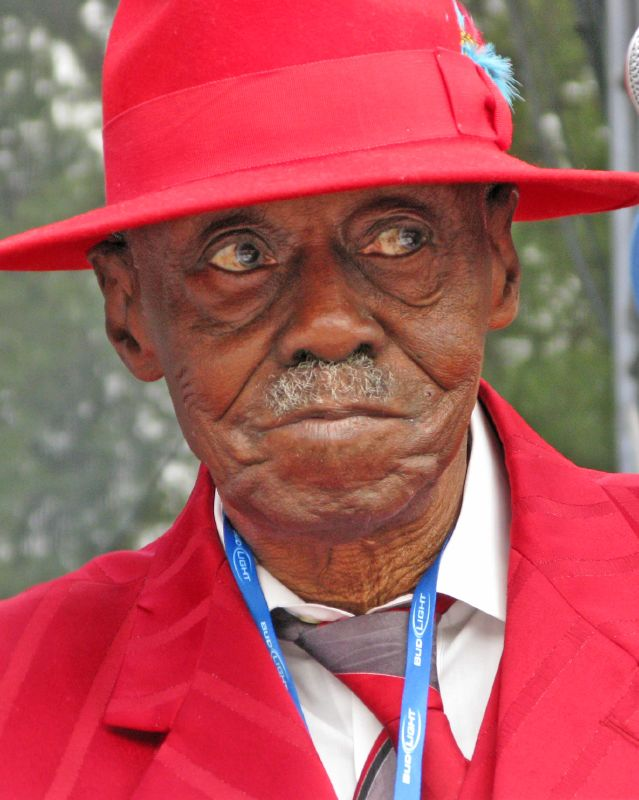
Pinetop Perkins
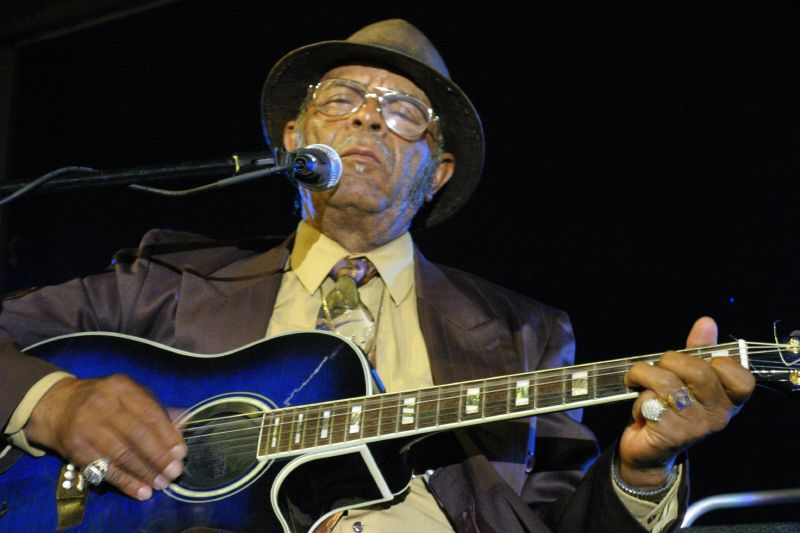
Robert Belfour (2007)
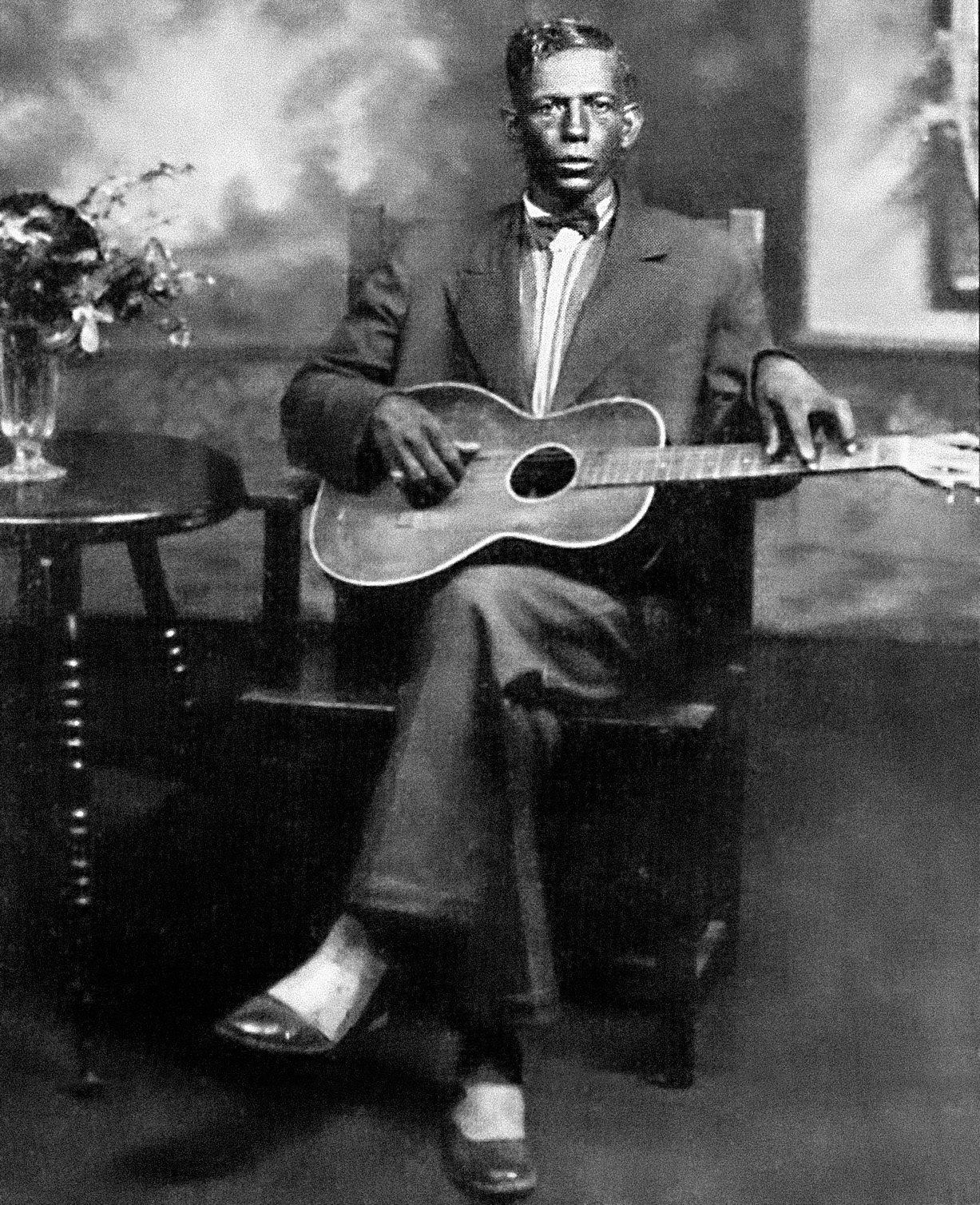
Charley Patton
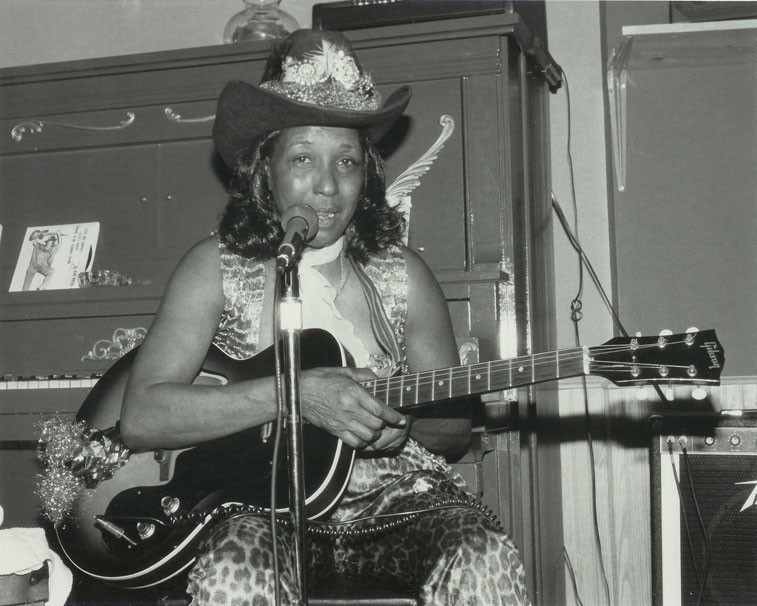
Jessie Mae Hemphill
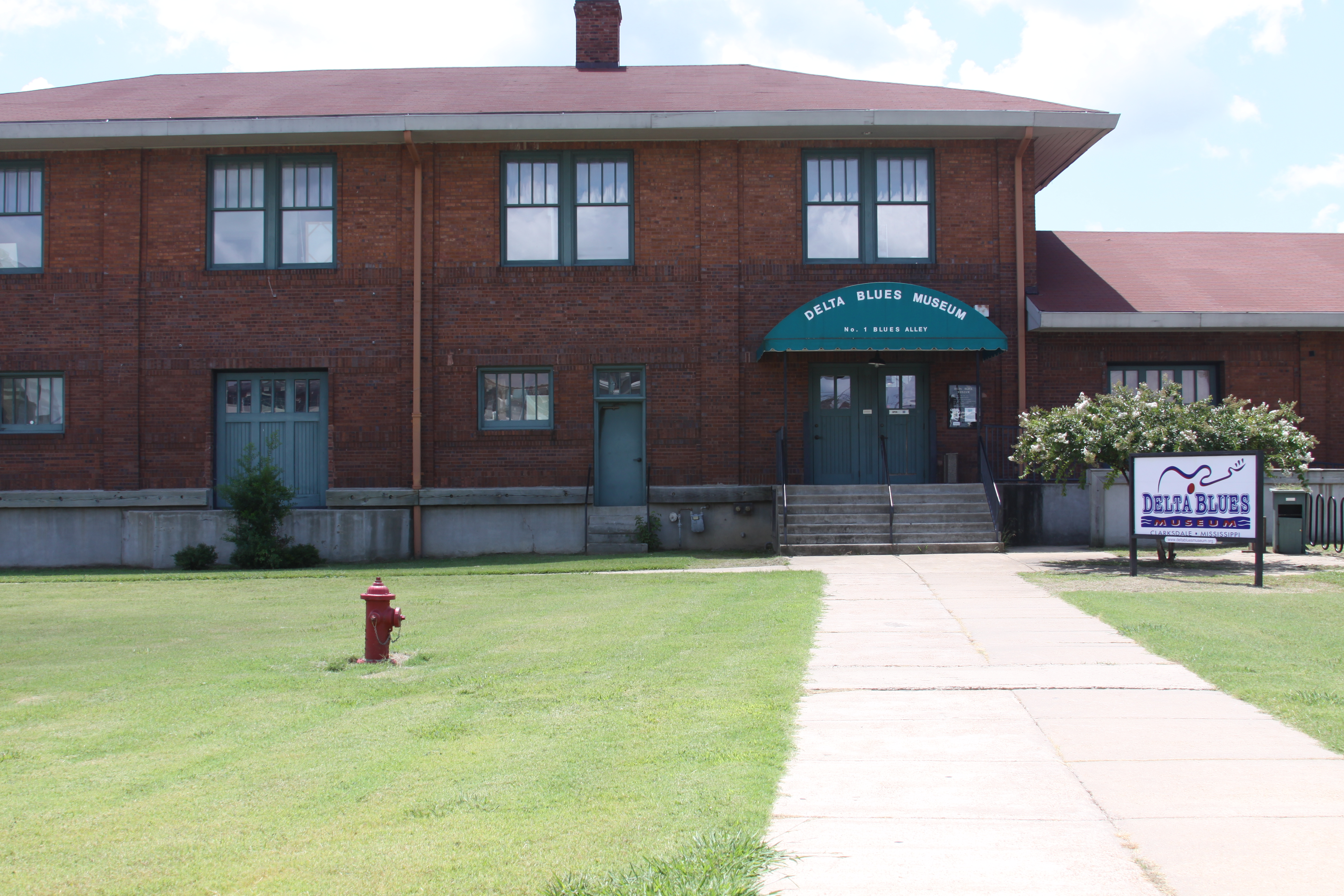
A Delta Blues Múzeum, Clarksdale, Mississippi állam